# Mitsubishi Galant VR-4
Mitsubishi Galant VR-4 – sportowy samochód osobowy produkowany przez japońską firmę Mitsubishi w latach 1987-2003 w oparciu o szóstą, siódmą i ósmą generację modelu Galant. Dostępny jako 4-drzwiowy sedan lub 5-drzwiowe kombi. Do napędu używano benzynowych silników R4 z układem Twin-Turbo o pojemności dwóch litrów (I generacja) oraz V6 2.0 - II generacja i 2.5 - generacja III. Moc przenoszona była na obie osie poprzez 5-biegową manualną bądź 4-biegową automatyczną skrzynię biegów. Mitsubishi Galant VR-4 nie był dostępny w Europie oraz Stanach Zjednoczonych. Ostatni Galant w wersji VR-4 to Galant ósmej generacji (96-03), w  którym montowany był silnik 2.5 V6 twin turbo. Z tym silnikiem osiągnięcie 100 km/h zajmowało mu 6 sekund.

## Dane techniczne ('89 R4 2.0)

### Silnik
- R4 2,0 l (1997 cm³), 4 zawory na cylinder, DOHC, Twin-Turbo
- Układ zasilania: wtrysk
- Średnica cylindra × skok tłoka: 85,00 mm × 88,00 mm
- Stopień sprężania: 7,8:1
- Moc maksymalna: 198 KM (145 kW) przy 6000 obr./min
- Maksymalny moment obrotowy: 275 N•m przy 3000 obr./min

## Dane techniczne (V6 2.5 TT)

### Silnik
- V6 2,5 l (2498 cm³), 4 zawory na cylinder, DOHC, Twin-Turbo
- Układ zasilania: wtrysk
- Średnica cylindra × skok tłoka: 81,00 mm × 80,80 mm
- Stopień sprężania: 8,5:1
- Moc maksymalna: 280 KM (206 kW) przy 5500 obr./min
- Maksymalny moment obrotowy: 363 N•m przy 4000 obr./min